# اصغر نصیری (بازیکن فوتبال)
اصغر نصیری یا امیرسام نصیری (زاده ۲۲ فروردین ۱۳۷۰ - تهران) بازیکن فوتبال اهل ایران است.
وی سابقه بازی در تیم‌هایی همچون داماش گیلان، پارس جنوبی جم، پاس همدان، گل‌گهر سیرجان و ماشین‌سازی را در کارنامه دارد.